# November 7-zsomboly
A November 7-zsomboly az Aggteleki Nemzeti Park területén található egyik barlang. A barlang az Aggteleki-karszt és a Szlovák-karszt többi barlangjával együtt 1995 óta a világörökség része.

## Leírás
Az Alsó-hegy fennsíkján, a Vecsem-bükk csúcstól 279,5°-ra, 1680 m-re, a határsávtól kb. 150 m-re, erdőben, fokozottan védett területen lévő töbör alsó harmadában található sziklakibúvásban nyílik a barlang 0,9×0,7 m-es, természetes jellegű, szabálytalan alakú, függőleges tengelyirányú bejárati hasadéka. A nem lezárt barlang töbrében, magasabban, a November 7-zsomboly bejáratától kb. 10 m-re a Széki-zsomboly bejárata helyezkedik el.
A November 7-zsomboly középső triász wettersteini mészkőben keletkezett. Kialakulásában tektonikának, befolyó víznek, leszivárgó víznek és korróziónak volt szerepük. A többszintes barlang vízszintes kiterjedése 10–12 m. Ujjbegykarr, kannelúra, függőcseppkő, cseppkőbekérgezés, cseppkőlefolyás, cseppkőmedence és borsókő figyelhetők meg járataiban. Hasonló a Széki-zsombolyhoz, mert a függőleges jellegű barlang lépcsőzetesen mélyül és víznyelőszerű a formája. A barlang engedély nélkül, de kötéltechnikai eszközök alkalmazásával tekinthető meg. Bejárásához 28 m kötél, egy karabiner és egy kötélvédő kell.
A barlang a nevét az 1972. november 7-én történt felfedezése miatt kapta. Előfordul a barlang az irodalmában 7. Novembra (Vlk 2019), 48 (Kósa 1992), November 7. zsomboly (Kordos 1984), Osmactyricitka (Nyerges 1998), Osmačtyřicitka (Kósa 1992), Osmačtyřicítka (Vlk 2019), S-8 (Kósa 1992) és S/8 (Nyerges 1998) neveken és jelölésekkel is. 1976-ban volt először November 7-zsombolynak nevezve a barlang az irodalmában.

## Kutatástörténet
1972. november 7-én fedezték fel a barlangot a Vörös Meteor TE barlangkutatói. 1975-ben a VMTE Tektonik Barlangkutató Csoport két tagja (Csernavölgyi László és Csöndör Gyula) felmérte a barlangot, majd Csernavölgyi László a felmérés alapján megszerkesztette a barlang alaprajz térképét, hosszmetszet térképét és 3 keresztmetszet térképét. 1976-ban a VMTE Tektonik Barlangkutató Csoport mérte fel a November 7-zsombolyt, majd a felmérés felhasználásával meg lett rajzolva a barlang alaprajz térképe és keresztmetszet térképe.
Az 1977. január 30-án készült és a barlang 1975. októberi bejárásán alapuló szpeleográfiai terepjelentés szerint a függőleges jellegű barlang alaprajzi hossza 12 m, hossza a valóságban 30 m, vízszintes kiterjedése 7 m és függőleges kiterjedése 20 m. 1981 nyarán a MÁFI Optimista Barlangkutató Csoport tagjai túráztak a zsombolyban. Az 1984-ben kiadott, Magyarország barlangjai című könyv országos barlanglistájában szerepel az Aggteleki-karszton lévő barlang November 7. zsomboly néven. A listához kapcsolódóan látható az Aggteleki-karszt és a Bükk hegység barlangjainak földrajzi elhelyezkedését bemutató 1:500 000-es méretarányú térképen a barlang földrajzi elhelyezkedése.
Az 1992-ben megjelent, Alsó-hegyi zsombolyatlasz című könyvben, az Alsó-hegy fennsíkjának magyarországi oldalát bemutató egyik térképen meg van jelölve a barlang helye. A kiadványban megjelentek a barlang 1975-ben és 1976-ban készült térképei. Több adattal együtt fel van tüntetve négy irodalmi mű, amelyekben említve van a barlang. Az 1992. évi Karszt és Barlangban publikált, az Alsó-hegy magyarországi részének töbreit, zsombolyait és beszakadásait bemutató ábrán látható a barlang földrajzi elhelyezkedése. A barlang 1995 óta az Aggteleki-karszt és a Szlovák-karszt többi barlangjával együtt a világörökség része. A Nyerges Attila által 1997-ben készített szakdolgozat szerint a 20 m mély November 7-zsomboly az Alsó-hegy magyarországi részének 30. legmélyebb barlangja.
A barlang 1998-ban írt barlang nyilvántartólapja szerint a November 7-zsomboly csak vázlatosan volt felmérve. Az 1999. évi Lakatos Kupa egyik helyszíne volt a November 7-zsomboly. A 2001. évi Karsztfejlődésben napvilágot látott tanulmányban az olvasható, hogy a közeli Széki-zsombollyal egymáshoz képest lépcsőzetes, víznyelőbarlangokhoz hasonló szerkezetbe rendeződik. A felső, régibb bejáratot a Széki-zsomboly, a visszafejeződött bejáratot a November 7-zsomboly képezi. A kiadványban publikálva lett a November 7-zsomboly és a Széki-zsomboly egy-egy hosszmetszet térképe, valamint a November 7-zsomboly keresztmetszet térképe és a Széki-zsomboly 7 keresztmetszet térképe. A két zsomboly egy közös térképlapon van bemutatva. A 2008. szeptember 27-én megrendezett XV. Lakatos Kupa kiadványában a November 7-zsomboly 20 m mély barlangként szerepel. A barlang a verseny egyik lehetséges érintőpontja volt. 2013-ban a Tektonik Barlangkutató Csoport készítette el a barlang hosszmetszet térképét és alaprajz térképét.
Az Alsó-hegy karsztjelenségeiről szóló, 2019-ben kiadott könyvben az olvasható, hogy a November 7-zsomboly (7. Novembra, Osmačtyřicítka) 36 m hosszú és 20 m mély. A barlang azonosító számai: Szlovákiában 48, Magyarországon 5452/21, egyéb S-8. A könyvben publikálva lett a barlang 2013-ban készült hosszmetszet térképe és 2013-ban készült alaprajz térképe. A barlangot 2013-ban a VMTE Tektonik Barlangkutató Csoport mérte fel. 2013-ban a csoport a felmérés alapján megrajzolta a barlang térképeit. A térképeket 2016-ban Luděk Vlk digitalizálta. A kiadványhoz mellékelve lett az Alsó-hegy részletes térképe. A térképet Luděk Vlk, Mojmír Záviška, Ctirad Piskač, Jiřina Novotná, Miloš Novotný és Martin Mandel készítették. A térképen, amelyen fekete ponttal vannak jelölve a barlangok és a zsombolyok, látható a November 7-zsomboly (5452/21, 48) földrajzi elhelyezkedése.
Nyerges Attila megrajzolta a barlang hosszmetszet térképét, alaprajz térképét és a barlang végponti részének hosszmetszet térképét. A térképek a Széki-zsomboly keresztmetszeteket is ábrázoló hosszmetszet térképe mellé lettek szerkesztve, egy térképlapra. Így összehasonlítható a két zsomboly felépítése és a járatok felszínhez és egymáshoz viszonyított helyzete. Ismeretlen időpontban ezeknek a térképeknek a felhasználásával meg lett szerkesztve a November 7-zsomboly beszerelési vázlata.

## További irodalom
- Kósa Attila: Az Alsó-hegy zsombolyai. Barlangnapi tájékoztató. MKBT és Tektonik, 1982.
- A Tektonik Barlangkutató Csoport kézirata az MKBT barlangkataszteri pályázatra. 1977.
- Vojiř, V.: Dolný Vrch, I. etapová zpráva o speleologickém prúzkumu. 1973. Speleologicky Klub Praha.